# Futómadár-szabásúak
A futómadár-szabásúak (Palaeognathae) a madarak (Aves) osztályának egyik öregrendjét alkotják.

## Rendek
- struccalakúak (Struthioniformes)
- nandualakúak (Rheiformes)
- kivialakúak (Apterygiformes)
- kazuáralakúak (Casuariformes)
- tinamualakúak (Tinamiformes)
- †Aepyornithiformes
- †Ambiortiformes
- †Dinornithiformes
- †Gansuiformes
- †Lithornithiformes
- †Palaeocursornithiformes

## Fordítás
- Ez a szócikk részben vagy egészben  a   Palaeognathae című angol Wikipédia-szócikk fordításán alapul.  Az eredeti cikk szerkesztőit annak laptörténete sorolja fel. Ez a jelzés csupán a megfogalmazás eredetét és a szerzői jogokat jelzi, nem szolgál a cikkben szereplő információk forrásmegjelöléseként.